# Mjölkefältmätare
Mjölkefältmätare (Spargania luctuata) är en fjärilsart som först beskrevs av Michael Denis och Ignaz Schiffermüller 1775.  Mjölkefältmätare ingår i släktet Spargania, och familjen mätare, Geometridae. Arten är reproducerande i Sverige.

## Bildgalleri

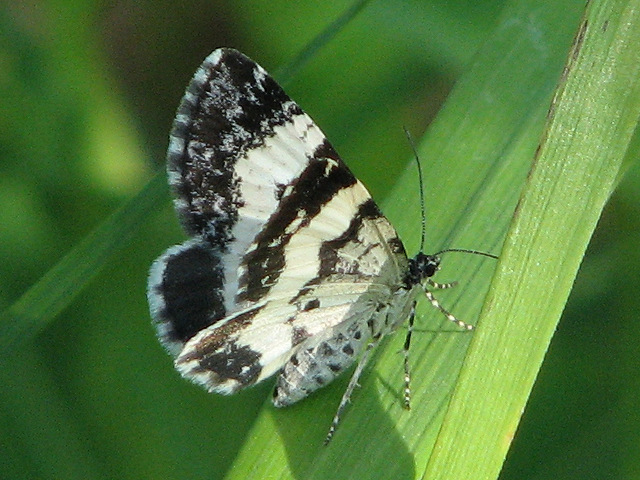